# ガドテリドール
ガドテリドール（INN、英語: gadoteridol）は、ガドリニウムMRI造影剤の1つで、特に中枢神経系の画像診断に用いられる。商品名ProHanceで販売されている。ガドテリドールは1992年に米国で初めて使用が承認された。